# Les Tontons flingueurs
Les Tontons flingueurs is een Frans-West-Duits-Italiaanse film van Georges Lautner die werd uitgebracht in 1963. Het was de eerste in een lange reeks van samenwerkingen tussen Lautner en scenarist Michel Audiard, die instond voor de dialogen.
Het scenario is gebaseerd op de roman Grisbi or not grisbi (1955) van Albert Simonin.

## Samenvatting
Fernand Naudin is een ex-gangster die zich al vijftien jaar uit het milieu heeft teruggetrokken en in Montauban een handel in landbouw- en grondwerkenmateriaal uitbaat.
Op een avond vertrekt Fernand naar Parijs om aan het sterfbed van Louis, de 'Mexicain', te verschijnen, een oude gangster die hij sinds zijn afscheid van het milieu nooit meer heeft teruggezien. Louis doet hem twee verzoeken: het reilen en zeilen van zijn dochter Patricia in de gaten houden en zijn zaken behartigen. Fernand kan niet anders dan de laatste wil van zijn vriend te eerbiedigen. 
Fernand heeft de handen vol met Patricia die een woelige leerling blijkt te zijn en die al een vriendje heeft. Bovendien is ze niet op de hoogte van de louche bezigheden van haar vader. 
Fernand wordt vlug gewaar dat die bezigheden eigenlijk een clandestiene speelzaal, een illegale destilleerderij, een bordeel en een bowlingclub betreffen. Hun uitbaters hoopten na het overlijden van de 'Mexicain' hun eigen koers te varen en zijn niet opgezet met de bemoeienissen van Fernand. Wanneer meester Folace, de notaris van de 'Mexicain', aan Fernand vertelt dat zij hun maandelijkse 'bijdrage' niet meer betalen, gaan de poppen aan het dansen.

## Rolverdeling
| Acteur              | Personage                                    |
| ------------------- | -------------------------------------------- |
| Lino Ventura        | Fernand Naudin                               |
| Bernard Blier       | Raoul Volfoni                                |
| Francis Blanche     | meester Folace, de notaris van de 'Mexicain' |
| Sabine Sinjen       | Patricia, de dochter van de 'Mexicain'       |
| Claude Rich         | Antoine Delafoy, het vriendje van Patricia   |
| Robert Dalban       | Jean, de butler                              |
| Jean Lefebvre       | Paul Volfoni, de broer van Raoul             |
| Horst Frank         | Theo                                         |
| Venantino Venantini | Pascal                                       |
| Mac Ronay           | Bastien, de neef van Pascal                  |
| Jacques Dumesnil    | Louis, de 'Mexicain'                         |
| Dominique Davray    | madame Mado                                  |
| Charles Régnier     | Tomate                                       |